# Liodessus riveti
Liodessus riveti är en skalbaggsart som först beskrevs av Peschet 1923.  Liodessus riveti ingår i släktet Liodessus och familjen dykare. Inga underarter finns listade i Catalogue of Life.